# Marca d'água

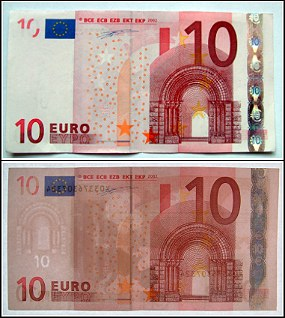
A elaborada marca d'água de uma nota de 10 euros

Marca d'água é uma imagem formada por diferenças na espessura de uma folha de papel, aplicando-se uma estampa na folha ainda úmida. Pode ser vista apenas quando o papel é colocado contra a luz, não interferindo no que está escrito ou impresso.
É utilizada para dificultar a falsificação de documentos, para atestar a autenticidade de origem do papel, como adorno ou como diferenciação entre diferentes fornecedores.

## Técnicas e origem
A marca d'água se cria durante o processo de fabricação, enquanto a folha ainda está úmida, mediante compressão de uma ferramenta, chamada  dandy, que é  um  cilindro metálico oco e que tem soldado um relevo com os desenhos que se quer aplicar.
Os papeis provenientes do oriente ou do mundo muçulmano não continham marcas d'água.
A técnica apareceu pela primeira vez em um papel produzido na cidade italiana de Fabriano, em 1282, com a marca de uma cruz grega e era usada para identificar o produtor. Posteriormente se notou que davam maior segurança contra falsificações.
Marcas elaboradas de alta qualidade são muito difíceis de falsificar em scaners ou fotocópias, por isso são muito utilizadas no fabrico de papel-moeda, selos postais e em impressões de documentos importantes. É muito utilizada na análise do papel, para determinar fabricante ou datar livros antigos.